# Nav (musicien)
Nav stylisé NAV ou ΠΔV, de son vrai nom Navraj Singh Goraya, né le 3 novembre 1989 à Toronto, est un rappeur, chanteur, et producteur canadien d’origine indienne pendjabi du quartier de Rexdale à Toronto. Nav a originellement commencé sa carrière en tant que producteur de musique, coproduisant le single "Back to Back" de Drake en 2015. Il a ensuite attiré l'attention du grand public en 2016 lorsque son titre "Myself" devient viral sur SoundCloud. Il est signé chez XO, label de The Weeknd, et Republic Records. En 2019, son album Bad Habits atteint la 1re place du Billboard 200.

## Collaborateurs
NAV collabore avec le producteur américain Metro Boomin dans la majorité de ses titres ainsi que dans la mixtape Perfect Timing. NAV collabore aussi avec des artistes tels que : The Weeknd, Belly, Travis Scott, Gunna, Drake, Lil Uzi Vert, Quavo, Playboi Carti, Offset, Gucci Mane, A$AP Ferg, Meek Mill et 21 Savage[source secondaire souhaitée].

## Discographie

### Albums studio
- 2018 : Reckless
- 2019 : Bad Habits
- 2020 : Good Intentions
- 2022 : Demons Protected by Angels
- 2022 : Demons Protected by Angels (Bonus Version)
- 2025 : OMW2 Rexdale

### Mixtapes
- 2017 : NAV
- 2017 : Perfect Timing (avec Metro Boomin)
- 2018 : 1 Night (avec Guap Tarantino)
- 2020 : Brown Boy 2
- 2020 : Emergency Tsunami (avec Wheezy)[4]

### EPs
- 2019: Brown Boy EP

### Singles
- 2017: Some Way (avec The Weeknd)
- 2017: Myself
- 2017: Call Me (avec Metro Boomin)
- 2017: Perfect Timing (intro) (avec Metro Boomin)
- 2017: Wanted You (avec Lil Uzi Vert)
- 2018: Freshman List
- 2018: Know Me
- 2019: Swerve (avec Stefflon Don et Headie One)
- 2020: Turks (avec Gunna et Travis Scott)
- 2021: Jesse Owens (avec Rowdy Rebel)
- 2021: Burnt N Turnt (avec Lil Gotit)
- 2022: Do Not Disturb (avec Vory et Yung Bleu)
- 2022: Never Sleep (avec Lil Baby et Travis Scott)
- 2022: Wrong Decisions
- 2022: Fenty (avec French Montanna)
- 2023: Double Faces (avec Money Musik et SoFaygo)
- 2023: Lately
- 2023: Baller
- 2024: Rexdale
- 2024: 6AM Thoughts (avec Cash Cobain & Bay Swag)
- 2025: Real Me (avec Metro Boomin)